# Gert Hof
Gert Hof (* 4. Mai 1951 in Taucha, Sachsen; † 24. Januar 2012 in Wandlitz, Brandenburg) war ein deutscher Lichtkünstler und Regisseur.

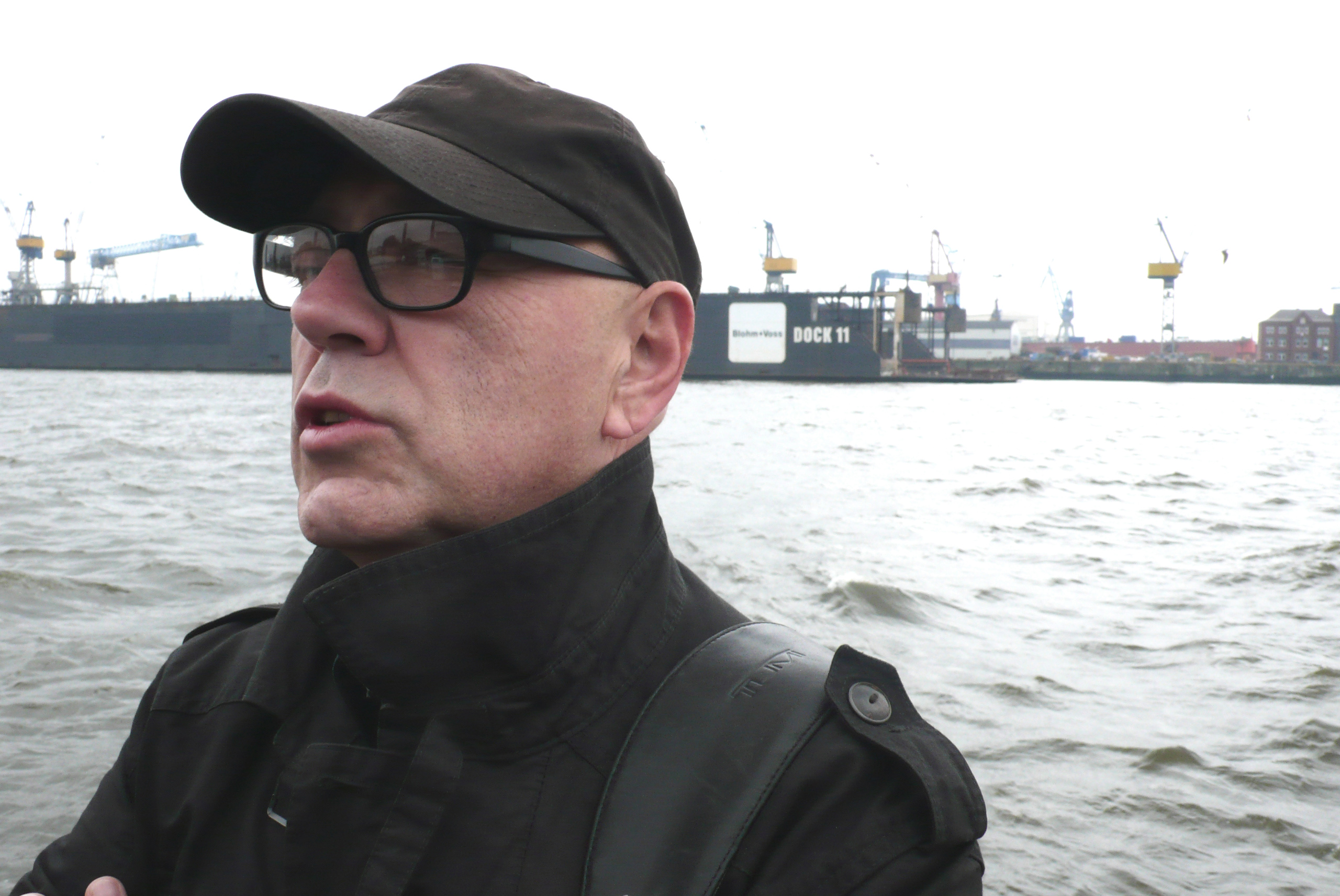
Gert Hof in Hamburg, 2007

## Leben
Gert Hof wuchs in der DDR auf. Er begann eine Lehre als Chemiefacharbeiter in der Nähe von Leipzig, später ließ er sich per Fernstudium zum Bibliothekar ausbilden und wechselte schließlich an das wissenschaftliche Brecht-Zentrum in Berlin. Zuvor hatte er in Leipzig Seminare in Philosophie und Theaterwissenschaft besucht.
Hof wurde 1967, kurz vor Beginn seiner Facharbeiterausbildung, vom Leipziger Bezirksgericht wegen staatsgefährdender Hetze zu einer 18-monatigen Haftstrafe verurteilt. Nach dem Mauerfall 1989 wurde er rehabilitiert.
Seine Regiekarriere begann er am Städtischen Theater in Leipzig, wo er u. a. Frank Castorf kennenlernte. Seit Mitte der 70er Jahre lebte Hof in Berlin und arbeitete als wissenschaftlicher Mitarbeiter des Brecht-Zentrums, wo er mehrere Publikationen zu Brechts Werk verfasste. Im Brecht-Zentrum entdeckte ihn der Regisseur und Schauspieler Alexander Lang. Gert Hof begleitete verschiedene Inszenierungen Langs (u. a. Die Rundköpfe und die Spitzköpfe) als Dramaturg und Assistent. Es folgte eine Zusammenarbeit mit Siegfried Höchst und Ursula Karusseit an der Volksbühne. In den letzten Jahren der DDR inszenierte Hof an verschiedenen Theatern der DDR, u. a. im Theater Altenburg, wo er bis 1990 Oberspielleiter war. Nach der Wiedervereinigung arbeitete er als freischaffender Regisseur und weltweit als Lichtkünstler.
Hof inszenierte 1990, nachdem er bereits 1989 in Altenburg die deutsche Erstaufführung des französischen Autors Bernard-Marie Koltès realisiert hatte, dessen Stück In der Einsamkeit der Baumwollfelder mit Florian Martens und Uwe Steinbruch in den beiden Hauptrollen. Quai West, das zweite Stück des französischen Autors, inszenierte Gert Hof an der Volksbühne, kurz bevor die Ära Castorf begann. Die Musik zur Inszenierung lieferten FM Einheit (Einstürzende Neubauten) sowie Ulrike Haage und Katharina Franck (Rainbirds). Die Texte von Bernard Marie Koltés ließen Hof nicht los. Er inszenierte Kampf des Negers und der Hunde als drittes Stück des inzwischen verstorbenen Autors im Tränenpalast, dem ehemaligen Grenzübergang von Ost- nach Westberlin, in den Hauptrollen Florian Martens, Peter Bause und Hannelore Koch. Schließlich brachte Gert Hof 1994 mit Dumpfe Stimmen sein viertes Koltés-Stück auf die Bühne der Akademie der Künste am Hanseatenplatz. Blixa Bargeld spielte dabei eine der Hauptrollen und lieferte auch die Bühnenmusik. Durch diese Inszenierung, insbesondere wegen der außergewöhnlichen Licht- und Bühnengestaltung, bekam Hof den Auftrag, Heiner Müllers Hamletmaschine in der Muffathalle München unter Mitwirkung der französischen Trommler von Les Tambours du Bronx zu inszenieren. Der österreichische Künstler Gottfried Helnwein entwarf die Kostüme und das Bühnendesign.
Ab 1995 begann seine Zusammenarbeit mit der Band Rammstein und ab 1998 mit dem Konzept-Künstler und Produzenten Asteris Kutulas, mit dem er bis 2010 über 40 Produktionen (Konzerte, Mega- & Special-Events) weltweit realisierte. Die Zeitschrift Theater der Zeit würdigte Gert Hof in ihrem Nachruf mit den Worten: „Gert Hof war einer der Visionäre der modernen Lichtkunst und einer der gefragtesten Lichtdesigner weltweit.“

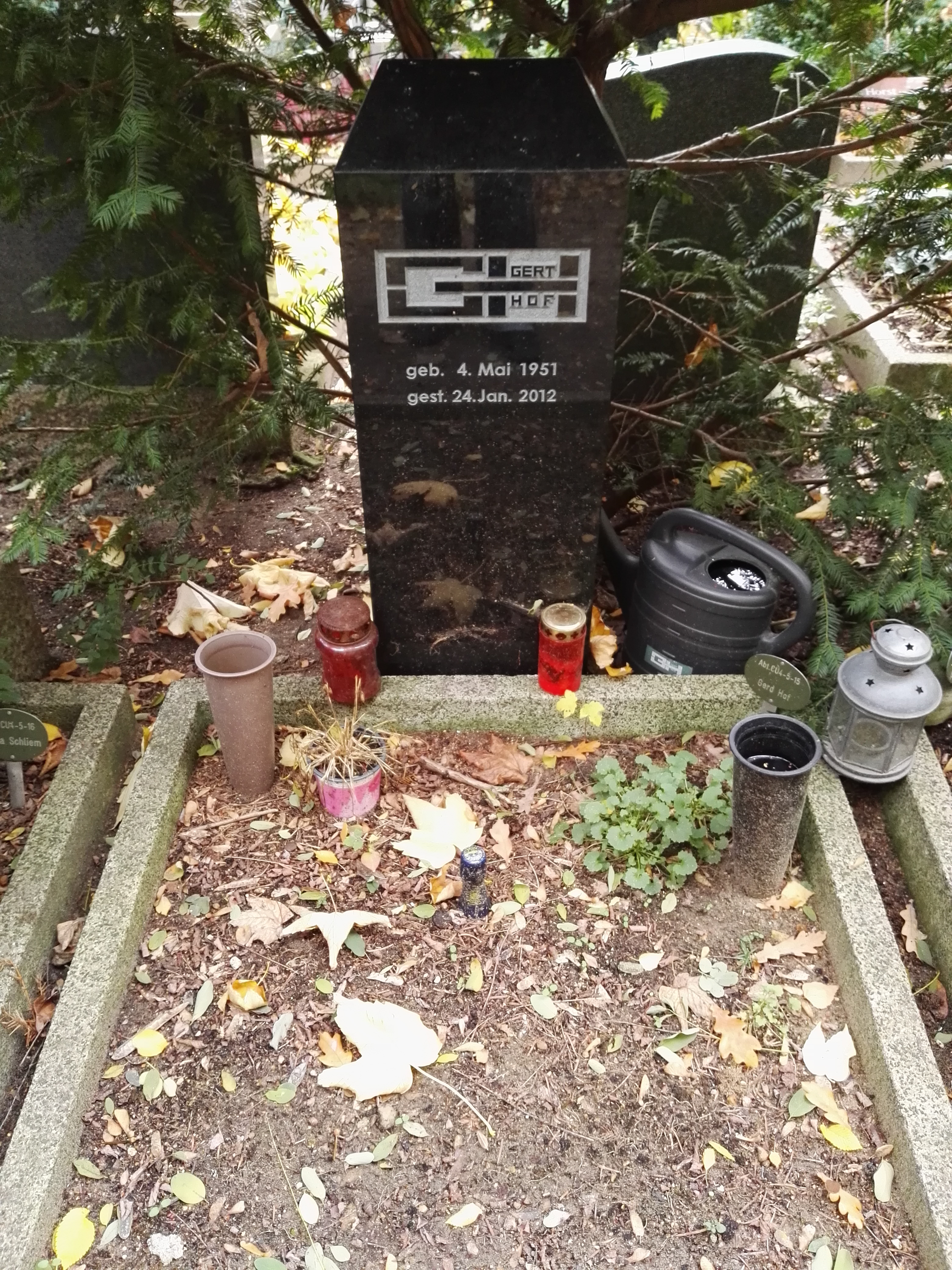
Grabstätte

Gert Hof war 20 Jahre mit der Dramaturgin Nina Juliane Martina Pietsch verheiratet, mit der er einen Sohn hat. Er starb am 24. Januar 2012 im Kreis seiner Familie und ist auf dem Dorotheenstädtischen Friedhof in Berlin-Mitte bestattet.

## Werke
Gert Hof inszenierte an verschiedenen Theatern der DDR, darunter in Altenburg, Karl-Marx-Stadt, am Deutschen Theater, an der Volksbühne Berlin und in Schwedt, später auch in München, Tübingen, Zürich und Stuttgart. Hof begann 1994 die Zusammenarbeit mit der Band Rammstein, für die er bis 2010 Bühnenshows inszenierte. Er arbeitete auch mit anderen Künstlern zusammen, u. a. mit Klaus Schulze, Blixa Bargeld, Corvus Corax (für Cantus Buranus II), Mikis Theodorakis, Nick Cave, Gottfried Helnwein, Motörhead, Einstürzende Neubauten, Mike Oldfield, Diamanda Galás, Vangelis, Zülfü Livaneli, Scorpions, Maria Farantouri, Gabi Delgado-López, Ruslana, WestBam, Anouk und Joachim Witt.

### Theater-Inszenierungen – Regie und Co-Regie (Auswahl)
- 1983: Deutsches Theater Berlin, Bertolt Brecht – Die Rundköpfe und die Spitzköpfe – Dramaturgische Mitarbeit (Regie: Alexander Lang)[2]
- 1983: Städtisches Theater Karl-Marx-Stadt, Bertolt Brecht – Die Dreigroschenoper (mit der Rockband Silly)
- 1984: Volksbühne Berlin, Gerhart Hauptmann – Schluck und Jau (Regie: Siegfried Höchst und Gert Hof)[6][7]
- 1985: Volksbühne, Wsewolod Wischnewski – Optimistische Tragödie (Regie: Siegfried Höchst und Gert Hof)[8]
- 1987 Theater Altenburg, Bertolt Brecht – Die Dreigroschenoper (mit der Jazzsängerin Pascal von Wroblewsky)
- 1987: Theater der Stadt Schwedt, Wolfgang Herzberg – Paule Panke mit der Band Pankow (UA)[9]
- 1987: Theater Altenburg, Werner Buhss – Nina, Nina, Tam Kartina (UA; mit der Rockband Pankow)[10]
- 1989: Theater Altenburg, Ulrich Plenzdorf – Zeit der Wölfe (UA)[11]
- 1989: Theater Altenburg, Sławomir Mrożek – Polizei (DDR EA)[12]
- 1989: Theater Altenburg, Bernard-Marie Koltès – In der Einsamkeit der Baumwollfelder (DDR EA)
- 1990: Schauspielhaus Berlin, Simone de Beauvoir – Sie rächt sich durch den Monolog (UA)
- 1991: Volksbühne Berlin, Bernard-Marie Koltès – Die Nacht kurz vor den Wäldern (Beste Inszenierung des Jahres)[13]
- 1992: Volksbühne Berlin, Bernard-Marie Koltès – Quai West, Musik: FM Einheit (Einstürzende Neubauten)[13][14]
- 1992: Freie Volksbühne Berlin/Pfefferberg, Edward Albee – Zoogeschichte[15]
- 1992: Freie Volksbühne Berlin, Bernard-Marie Koltès – Koltès IV (UA; Texte aus dem Nachlass)
- 1993: Tränenpalast Berlin, Bernard-Marie Koltès – Kampf des Negers und der Hunde, Bühne: Gottfried Helnwein, Musik: Rainbirds (Einladung zum Berliner Theatertreffen und den Wiener Festwochen), Dramaturgie: Nina Hof
- 1994: Akademie der Künste Berlin, Bernard-Marie Koltès – Dumpfe Stimmen, Bühne: Gottfried Helnwein, Musik: Blixa Bargeld, Dramaturgie: Nina Hof (Einladung zu den Salzburger Festspielen und dem Theaterfestival in Avignon)
- 1995: Landestheater Tübingen, Albert Drach – A und K oder Ein Brudermord wieder gutgemacht (UA)[16]
- 1996: Schauspielhaus Zürich, Heiner Müller – Traumwald / Eine Installation anlässlich des 1. Todestages von Heiner Müller, Musik: Michael Nyman[17]
- 1997: Muffathalle München & Arena Berlin (47. Berliner Festwochen), Heiner Müller – Hamletmaschine (Musik: Les Tambours du Bronx & Caspar Brötzmann; Bühne / Kostüme: Gottfried Helnwein)[18][19][20]
- 2000: Staatsoper Athen, Mikis Theodorakis – Die Metamorphosen des Dionysos (Oper)[21]

### Multimediale Shows (Auswahl)
Ende der 1990er Jahre entwickelte Hof ein neuartiges Konzept für multimediale Mega-Shows. Seither schuf er Choreographien aus Licht, Feuerwerk und Musik. Unter anderem entwickelte er die Lichtkonzepte für die Bühnenshows der Band Rammstein.
- 1999/2000: zur Jahreswende (Millennium-Events), über der Akropolis in Athen (mit Mikis Theodorakis) und gleichzeitig über der Berliner Siegessäule (mit Mike Oldfield)
- 2000/2001: zum Jahreswechsel in Peking (China Millennium Monument)
- 7. Dezember 2002 über der Semperoper in Dresden (Benefiz-Event für Dresden nach der Flutkatastrophe)
- 26. Juli 2003: Lights of Freedom Event über dem Trump Taj Mahal in Atlantic City
- 18. September 2003: Day of the City Event auf dem Roten Platz in Moskau (mit den Scorpions)
- 1. Mai 2004: Welcome Europe Event in Malta zur Feier der EU-Erweiterung
- 25. April 2005: zum 90. Jahrestag des ANZAC Days an der Gallipoli-Bucht in der Türkei
- 22. November 2005: aus Anlass der 35-jährigen Thronbesteigung des Sultans von Oman an der Palast-Bucht von Muscat
- 9. Juni 2006: zur Eröffnung des Messner Mountain Museums (Burg Sigmundskron) in Bozen (Italien)
- 30. September 2006: zur 750-Jahr-Feier der Stadt Lemberg (Ukraine) mit Ruslana

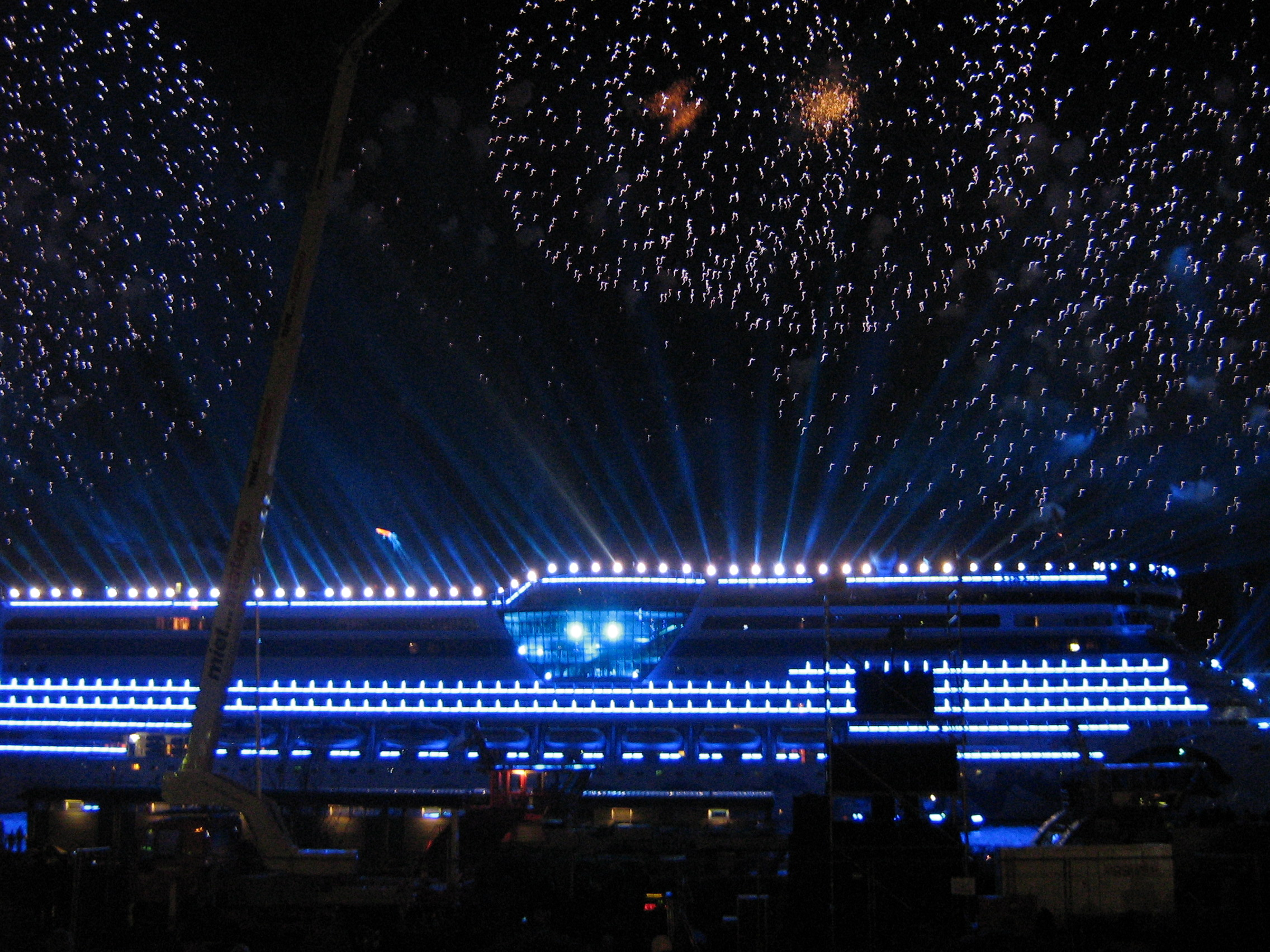
Schiffstaufe der AIDAdiva mit Lichteffekten und Feuerwerk von Gert Hof

- 23. Oktober 2006: zum 60. Jahrestag der UNICEF in der LTU-Arena Düsseldorf (Benefiz-Gala)
- 10. November 2006: zur Wiedereröffnung des Dresdner Hauptbahnhofs
- 1. Januar 2007: Welcome Europe Event in Sofia zur Feier der EU-Erweiterung Bulgariens
- 20. April 2007: Schiffstaufe der AIDAdiva in Hamburg, Musik: Westbam
- 12. Juli 2007: Event für Hugo Boss in der Russischen Botschaft Berlin anlässlich der Eröffnung der Berlin Fashion Week
- 19. Juli 2008: Collosseum of Lights – Abschluss-Event der Loveparade 2008 in Dortmund, Musik: Westbam
- 8. November 2008: Apassionata – Sehnsucht (Premiere) – Arena-Shows in Neubrandenburg, Zürich, Mannheim, Saarbrücken
- 1. Januar 2009: Kathedralenplatz Vilnius aus Anlass von 1.000 Jahre Litauen und der Europäischen Kulturhauptstadt 2009
- 9. Juni 2010: Eröffnung des Jerusalem Light Festivals und Abschlusszeremonie des Israel Music Festivals am Sultans Pool Theater in Jerusalem
- 9. Juli 2011: 10 Seasons Michalsky, Lightperformance auf der Stylenite des Designers Michael Michalsky
- 11. Dezember 2011: Eröffnung des Amphitheaters Doha in Katar / Musik: Livekonzert Vangelis

### DVD- und VHS-Produktionen (Bühnen- und Lichtdesign)
- 1999: Rammstein, Live aus Berlin – Das Konzertvideo
- 2000: Mike Oldfield, Art in Heaven – Das Konzertvideo
- 2003: Rammstein, Lichtspielhaus – Lichtkonzept/Live-Acts
- 2005: Motörhead, Stage Fright – Das Konzertvideo
- 2006: Rammstein, Völkerball – Lichtkonzept/Live-Acts
- 2007: A Ship of Light – AIDAdiva, Directed by Gert Hof (Music by Westbam) in Koproduktion mit Asteris Koutoulas und Andy Ludyk
- 2008: Anouk, Live at Gelredome – Lichtkonzept/Live-Act
- 2010: Corvus Corax, Cantus Buranus – Live in München – Das Konzertvideo

## Schriften
- mit Achim Perleberg, Anja Preuss, Asteris Koutoulas: Art In Heaven – The Millennium Event Berlin. Art In Heaven Edition, Bochum 2000, ISBN 3-9807371-0-1.
- Rammstein – Das Buch. Die Gestalten Verlag, Berlin 2001, ISBN 3-931126-19-6.
- Gert Hof – Aufbruch aus Licht und Feuer. Ferropolis-Event, EXPO 2000 Edition, 2001.
- Till Lindemann – Messer. Mit Fotos von Jens Rötzsch und Gert Hof. Eichborn Verlag, Frankfurt am Main 2002, ISBN 3-8218-0927-2.
- Gert Hof – Obsessions, The world’s greatest light monuments. Eichborn Verlag, Frankfurt am Main 2003, ISBN 3-8218-0746-6.
- Gert Hof – Leasing the sky, The greatest light monuments on earth. Schwarzkopf & Schwarzkopf, Berlin 2006, ISBN 3-89602-738-7.

## Zitate über Gert Hof
- „Gert Hof verbindet Licht und Feuer, Musik und Raum zu einem neuen Ganzen. Für eine Nacht nimmt er sich eine Stadt und macht sie zu seiner Bühne. Seine Inszenierung geht über alles hinaus, was Künstler bislang geschaffen haben. Gert Hof hat eine neue Kunstform begründet. Erst begeistert er Staatschefs, damit sie für seine Aufbauten eine Woche lang die Donau sperren oder ihre Heiligtümer wie die Akropolis preisgeben. Dann nimmt er ein Millionenpublikum gefangen und schenkt ihm Erlebnisse, die sich nicht wiederholen lassen. Sie geben dem Wort „einmalig“ einen Sinn. Hinter dem Rausch an Klängen und Lichtern steckt Präzision und Kompromisslosigkeit – die andere Seite von Gert Hof. Er beherrscht seine Kunst so einzigartig, dass er gebeten wurde, in der Heimat der Feuerwerke den Jahrtausendwechsel zu zelebrieren. Über vier Millionen Menschen erlebten ihn in Peking, eine Milliarde schaute im Fernsehen zu. Der Regisseur verschafft seinem Publikum einen kostbaren, verloren geglaubten Genuss. Gert Hof schenkt Kindheit. Seine Komposition aus Licht und Musik lässt uns wundern, wie es nach der Kindheit nicht mehr kommt. Wie kann ein Künstler heute solche Momente schaffen, wenn doch jeder Fernsehabend satt ist mit Illusionen? Gert Hof überschreitet Grenzen. Sein Werk ist dabei nicht bloß monumental. Seine Schöpfungen sind leicht, ja heiter. Es ist Zauber.“ (Sebastian Turner, Geschäftsführer Scholz & Friends, 2003, aus: Gert Hof – Obsessions. Eichborn Verlag, Frankfurt am Main 2003, S. 4.)

- „Gert würde nie auf die dumme Idee kommen, eine Band gut auszuleuchten. Deshalb bin ich ein Fan von Gert Hof.“ (Flake, Rammstein, aus: Gert Hof – Leasing the sky. Schwarzkopf & Schwarzkopf, Berlin 2006, S. 145.)

- „Gert Hof ist ein Multitalent. Als Gestalter, Regisseur oder Künstler hat er uns immer wieder in Staunen versetzt. Warum? Ganz einfach, weil er seine Visionen zu seiner Sache macht, weil er umsetzen kann, weil er genial ist. Ob in Peking, im Oman oder in den Alpen – er hat immer wieder Berge versetzt. Es ist ihm gelungen, scheinbar Unmögliches möglich zu machen und so sind seine Inszenierungen aus Musik, Feuer und Licht zu unvergleichlichen Spektakeln geworden – unwiederholbar auch... Seine Aufführungen sind nie nur Informationsveranstaltungen. Sie sind großes Theater, expressionistische Gesamtkunstwerke. Und immer bewegend.“ (Reinhold Messner, aus: Gert Hof – Leasing the sky. Schwarzkopf & Schwarzkopf, Berlin 2006, S. 4.)

- „Lieber Herr Hof, meine herzlichen Glückwünsche zu Ihrem Millennium Mega-Event in China! Nach all den sorgfältigen Bemühungen, der unermüdlichen Beharrlichkeit und der Toleranz bei dieser, unserer ersten Zusammenarbeit, haben Sie es geschafft, die wundervollste Light Show am China Millennium Monument zum Jahrtausendwechsel in Peking zu inszenieren. Dieser Kulturaustausch offenbart einen reizvollen Kontrast und zugleich eine Verbindung von Mentalität und Kultur, visueller und spiritueller Ästhetik, impulsiver Bewegung und andächtiger Stimmung, Individualität und öffentlichem Ansehen, wärmsten Farben und geheimnisvollem blauem Licht, laut tönender Musik und damit einhergehend Kommunikation von Herz und Seele, Tradition und moderner Technologie.“ (Mu Lan, Deputy Director of the Gehua Cultural Development Group China, 2001, aus: Gert Hof – Leasing the sky. Schwarzkopf & Schwarzkopf, Berlin 2006, S. 18.)

- „Das Licht ist bei einem solchen Mega-Event nicht für die Musiker auf der Bühne da. Es ist für die Stadt und die Menschen bestimmt. Man erhellt eine ganze Stadt. Eine Kultur und das, was sie repräsentiert – und Hoffnung für die Zukunft. Und ich bin einfach nur glücklich darüber, dass meine Musik ein Teil dieses Ganzen sein kann. Das ist nicht wie eine gewöhnliche Rock’n’roll’Show – es ist etwas ganz Besonderes.“ (Mike Oldfield, aus: Gert Hof – Leasing the sky. Schwarzkopf & Schwarzkopf, Berlin 2006, S. 12.)

- „Mit Gert Hof habe ich dieses Verlangen nach dem Licht gemein, um jener Finsternis, die mir lange schon Albträume beschert, immer neu Raum abzuringen. Denn die vielen Ereignisse, die mich in ihren flammenden Kreis zogen, haben sogar meinen Schutzengel Michael zu oft in die Flucht geschlagen … Gert Hof ist ein Künstler, um den die Schreckensträume ebenfalls keinen Bogen machten und dessen Blick immer wieder das Licht einfängt, das Licht in seinen hundert Erscheinungen.“ (Mikis Theodorakis, aus: Gert Hof – Leasing the sky. Schwarzkopf & Schwarzkopf, Berlin 2006, S. 10.)